# Go EXCEED!!
『Go EXCEED!!』（ゴー・イクシード）は、Tom-H@ck featuring 大石昌良の1枚目のシングル。2013年10月30日にポニーキャニオンより発売された。

## 概要
後にデジタルロックユニットOxTを結成するTom-H@ckと大石昌良の2人によるデビューシングル。
表題曲は、テレビアニメ『ダイヤのA』のオープニングテーマとして書き下ろされ、ゲストボーカルに、Sound Scheduleの大石昌良を迎え制作された。
大石がボーカルとなったのは、Tom-H@ckが『ダイヤのA』のオープニング主題歌を担当することになり、開催したヴォーカリストのオーディションに採用されたからである。その際に歌唱した仮歌がそのまま本番用のテイクとして使われている。

## 収録曲
| 全作詞: hotaru、全作曲・編曲: Tom-H@ck。 |                               |        |            |      |
| #                                        | タイトル                      | 作詞   | 作曲・編曲 | 時間 |
| 1.                                       | 「Go EXCEED!!」               | hotaru | Tom-H@ck   | 4:19 |
| 2.                                       | 「B.L.T.」                    | hotaru | Tom-H@ck   | 4:18 |
| 3.                                       | 「Go EXCEED!!」(instrumental) | hotaru | Tom-H@ck   | 4:19 |
| 4.                                       | 「B.L.T.」(instrumental)      | hotaru | Tom-H@ck   | 4:16 |
| 合計時間:                                | 合計時間:                     | 17:12  |            |      |